# 神戸龍谷中学校・高等学校
神戸龍谷中学校・高等学校（こうべりゅうこくちゅうがっこう・こうとうがっこう、英称：Kobe Ryukoku Junior & Senior High School）は、兵庫県神戸市中央区中島通（本学舎）・神仙寺通（青谷学舎）に所在し、中高一貫教育を提供する私立中学校・高等学校。

## 概要
運営法人は成徳学園であり、学校グループ龍谷総合学園に属する。同学校グループの龍谷大学は附属校ではないが、龍谷大学への指定校枠が多くあることや教育面などで連携がみられる。
語学や国際問題の探究・留学制度等を通じた国際理解教育を特徴とするコース、海外研修や企業と連携した最先端技術を学ぶプログラム等を取り入れ英数理の強化を特徴とするコース等がある。
2002年に男女共学化及び校名変更に際し、コムサ・デ・モードにデザインを依頼し制服をリニューアルした。
中学校舎と高校学舎は直線距離にして400m離れている。高校校舎は1号館・2号館・3号館・4号館に分かれている。2009年に体育館に耐震工事が施され、2010年に3号館で改修工事が行われた。

## 沿革
- 1921年 - 成徳実践女学校として、現在地とは違う場所に創立。
- 1924年 - 神戸成徳高等女学校に校名変更。
- 1926年 - 現在地に移転。
- 1948年 - 新学制により、成徳学園高等学校・同中学校になる。
- 1983年 - 普通科英語コース開設。
- 1990年 - 普通科文理コース開設。
- 2002年 - 特進文理コースを男女共学化と同時に神戸龍谷高等学校に校名変更。
- 2003年 - 特進英語コースを男女共学化。
- 2005年 - 神戸龍谷中学校を新設する。
- 2006年 - 特進文理Sコース開設。
- 2021年 - 創立100周年を迎える。

## コース
- 中学校入学者 中高一貫コース
  - エキスパートコース
  - アドバンスコース

- 高校入学者 
  - 龍谷総合コース
  - 特進文理Sコース
  - 特進グローバル文系コース
  - 特進グローバル理系コース

## 出身者
- 川上直子 - 元女子サッカー日本代表選手
- 草彅結 - バスケットボール選手
- 南條有香（高等学校中退） - 雑誌CanCam専属モデル、雑誌セブンティーン、ラブベリー元モデル
- 愛宕心響 - 乃木坂46